# Управни акти
Управни акт су појединачни правни акти које доноси овлашћени доносилац, тј. државни органи, пре свега органи управе, али и други. 
Управним актом се у конкретном случају на основу закона: 
- или признаје неко право
- или се утврђује нека обавеза.

## Обележја управних аката
Из претходне дефиниције произлази неколико обележја управног акта, а то су:
- Конкретност – управни акт се доноси за одређену правну ситуацију,
- Једностраност – указује да су управни акти резултат изјаве воље једног субјекта,
- Правно дејство – управни акт производи непосредне промене у односу на правни поредак, тј. он или успоставља, или укида, или мења одређене правне ситуације,
- Заснованост на закону – за доношење управног акта неопходан је законски основ,
- Извршност – управни акт којим се утврђују обавезе за странку могу се принудно извршити.

## Врсте управних аката
Постоје различите врсте управних аката:
1. Позитивни (којима се производи нека промена, тј. стварање, мењање или укидање правне ситуације) и негативни (којима се одбија промена неке правне ситуације)
2. Конститутивни (који сам по себи ствара, мења или укида неку праву ситуацију) и декларативни (коју само констатује, тј. декларише неку правну ситуацију)
3. Везани (код њега је законом унапред одређено када ће се донети и која ће бити његова садржина) и слободни (доносилац слободно одлучује да ли ће донети управни акт и каква ће бити садржина)
4. Једнострани (управни акт који доноси један овлашћен доносилац) и збирни (управни акт у чијем доношењу учествују два или више доносилаца)
5. Формални (доноси се на основу прописаног поступка у писменој форми и са одговарајућим саставним деловима) и неформални (управни акт који се не доноси на основу некакве строге процедуре, нема писмене форме и нема саставне делове)
6. Управни акт са трајним временским дејством и управни акт са ограниченим временским дејством
7. Управни акти које се доносе по захтеву странке и они које се доносе по службеној дужности
8. Решења (полазе од околности да ли управним актом решава о главној ствари) и закључци (полазе од околности да ли управним актом решава о питању у вези са поступком доношења управног акта)
9. Погрешни управни акти – ако имају некакав недостатак, а могу бити: неисправни и противправни, незаконити и нецелисходни и рушљиви и ништави. Овакви акти се морају уклонити, тј. ставити ван правне снаге и то одговарајућим правни средствима. Та средства су жалба, тј. тужба.

## Законитост управних аката
За управне акте важи претпоставка законитости - законити су све док се супротно не утврди. Законитост управног акта цени се према тренутку његовог доношења. Може се догодити да један управни акт буде у супротности са касније донетим законом. Тада се он назива супротни управни акт. У овом случају супротни управни акт је потребно укинути, за шта је потребна сагласност лица на које би се пројектовале последице. 
Законити управни акти производе одређена правна дејства и то у односу на странку доносиоца, као и на трећа лица. Почетком правног дејства управног акта сматра се тренутак када управни акт ступа на снагу. Док се престанком правног дејства сматра тренутак када престаје обавезност управног акта. Није допуштено ретроактивно правно дејство управног акта (ex tunc), док је антиципирано дејство (када управни акт производи дејство после одређеног времена) дозвољено. Као последица законитости и правног дејства управни акт стиче правоснажност. Правоснажност је својство управног акта које означава његову правну непроменљивост. Постоје две врсте правоснажности: 
1. Формална правноснажност – означава процесну немогућност странке да правним средствима побија неки управни акт (не може употребити ни жалбу ни тужбу)
2. Материјална правноснажност – немогућност органа да накнадно мења, поништава или укида раније донети управни акт. Ипак правоснажност управног акта нема апсолутно дејство.

Управни акт обавезно мора да садржи диспозитив тј. одлуку о управној ствари. Овај део управног акта може садржати одређене додатке – услов, рок, налог и придржај опозива.